# Agua Torcida
Agua Torcida är en ort i Mexiko.   Den ligger i kommunen Eloxochitlán de Flores Magón och delstaten Oaxaca, i den sydöstra delen av landet, 270 km sydost om huvudstaden Mexico City. Agua Torcida ligger 1 380 meter över havet och antalet invånare är 222.
Terrängen runt Agua Torcida är kuperad åt sydväst, men åt nordost är den bergig. Runt Agua Torcida är det tätbefolkat, med 369 invånare per kvadratkilometer. Närmaste större samhälle är Huautla de Jiménez, 7,9 km sydost om Agua Torcida. I omgivningarna runt Agua Torcida växer i huvudsak städsegrön lövskog.